# 콜드 체이싱
《콜드 체이싱》(영어: Cold Pursuit)은 2019년 개봉한 다국가 합작 액션 스릴러 영화이다. 한스 페테르 몰란이 감독을, 프랭크 볼드윈이 각본을 맡았다.
한스 페테르 몰란이 본인이 연출했던 2014년 노르웨이 영화 《사라짐의 순서: 지옥행 제설차》를 직접 리메이크하였다. 《사라짐의 순서: 지옥행 제설차》에서 스텔란 스카르스고르드가 맡았던 주인공 닐스는 이 영화에서 배역명이 넬스로 변경되었으며 리엄 니슨이 연기하였다.
미국에서는 2019년 2월 8일에, 영국에서는 2019년 2월 22일에, 대한민국에서는 2019년 2월 20일에 각각 개봉하였다.

## 줄거리
평범한 제설차 운전수이자 올해의 모범 시민 넬스 콕스먼. 법 없이도 살 수 있던 그는 마약 조직의 사이코패스 보스 바이킹이 꾸며낸 아들의 처참한 죽음 앞에서 분노의 심판자로 다시 태어난다. 스피도, 림보, 산타 등 마피아들을 연달아 처단하며 그들의 소굴에 한 걸음 가까워질수록 넬스의 분노는 죽음도 대신할 수 없는 깊은 복수심으로 소용돌이 치는데... 당한 만큼 갚아주는 냉철한 복수가 시작된다!

## 출연
- 리엄 니슨 - 넬스 콕스먼 역
- 톰 베이트먼 - 트레버 "바이킹" 캘콧 역
- 톰 잭슨 - 화이트 불 러그루 역
- 에미 로섬 - 킴 대시 역
- 도미닉 롬바도지 - 머스탱 역
- 줄리아 존스 - 아이아 역
- 존 도먼 - 존 "깁" 깁스키 역
- 로라 던 - 그레이스 콕스먼 역
- 앨릭스 포노빅 - 오스가르드 형사 역
- 윌리엄 포사이스 - 브록 "윙맨" 콕스먼 역
- 라울 트루히요 - 자일스 "소프" 윌스 역
- 벤 홀링즈워스 - 타이코 "덱스터" 해멀 역
- 마이클 에클런드 - 스티브 "스피도" 밀리너 역
- 브래들리 스트라이커 - 제이컵 "림보" 러트먼 역
- 데이비드 오하라 - 갤럼 "슬라이" 퍼란테이 역
- 너새니얼 아캔드 - 프레드릭 "스모크" 앨리콧 역
- 벤 코튼 - 티머시 "윈덱스" 더느와 역
- 아널드 피넉 - 레이턴 "디 에스키모" 디즈 역
- 엘리시아 로타루 - 식당 종업원 역
- 마이클 애덤스웨이트 - 제프 "산타" 크리스천슨 역

## 기타 제작진
- 협력 제작: 니콜라이 몰란